# كاتدرائية السيدة العذراء ملكة أفريقيا (الابيض)
كاتدرائية السيدة العذراء ملكة أفريقيا أو كاتدرائية الأبيض هو مبنى ديني تابع للكنيسة الكاثوليكية، ويعمل ككاتدرائية تقع في مدينة الأبيض، حاضرة ولاية شمال كردفان، في قلب السودان.
تتبع الكاتدرائية المذهب اللاتيني أو الروماني، وهي أيضًا مقر أسقف أبرشية الأبيض (باللاتينية: Elobeidensis Dioecesis ) التي قامت في 12 ديسمبر عام 1974، بموجب مرسوم البابا بولس السادس "Cum in Sudania". أكملت اعمال التشيد عام 1871، وأُعيد افتتاحها عام 1948 في عهد الحكم الانجليزي المصري للسودان
تعرضت الكاتدرائية لأضرار محدودة بسبب صاروخ في مايو 2023 أثناء الصراع في السودان عام 2023.